# Muhammad Shah di Kedah
Paduka Sri Sultan Muhammad Shah ibni al-Marhum Sultan Mu'azzam Shah (... – Kota Bukit Mariam, 23 ottobre 1237) è stato sultano di Kedah dal 1202 al 1237. Coniò la prima moneta d'oro usata in Kedah. Essa reca le parole "Muhammah Shah" e "Al-Sultan Al-Kedah" su ciascun lato.
Si sposò ed ebbe due figli, un maschio e una femmina. Morì il 23 ottobre 1237 a causa di un'inondazione e fu sepolto nel cimitero di Kota Bukit Meriam.